# 黄龍 (月華の剣士)
黄龍（こうりゅう）は、SNKの対戦型格闘ゲーム『幕末浪漫 月華の剣士』シリーズに登場する架空の人物。声優は石井康嗣。

## キャラクター設定

### 慨世（がいせい）として
楓、御名方守矢、雪の養父にして、剣術の師匠。四神のうちの1つ、青龍の守護神を務めていた。しかし、地獄門の負の力にあてられたことで人類の殲滅を目論んだ嘉神慎之介によって殺された。その際に養子の守矢が嘉神の首筋に一太刀浴びせているが、当時の守矢にはそれが精一杯であり、養父の仇を討つことはできなかった。
孤児であった楓、没落士族の末裔である守矢を引き取って剣術を教えた。幼くして天災で両親を失い、さらに日本人離れした外見である雪も引き取った。雪は、自分のことを外見で判断せずに暖かく迎え入れてくれた慨世たちを信頼し、剣術を始めるようになった。彼ら3人を引き取って自分の養子にし、実の子供のように育てた慨世は、情け深い人物であることがわかる。養子である楓からは「お師さん」、守矢と雪からは「師匠」と呼ばれている。年齢は55歳で、斬鉄よりも年上。130歳に近い玄武の翁を除けば、『月華』の登場人物の中では最も高齢である。スキンヘッドで髭を生やし（口髭は生やしていない）、右目は傷があって閉じている。嘉神に殺害される場面、死を迎える場面は、守矢のエンディングで見ることができる。

### 黄龍として
通常、青龍（の守護神を務めていた者）はその死後に「黄龍」となり、常世の力から地獄門を守護するとされている。しかし、地獄門の封印が完全でないために、常世の力は肥大し、黄龍の意志をも支配するようになった。死んで黄龍となった慨世は、四神の力全てをその手に握り、第二幕『月に咲く華、散りゆく花』（以下『二幕』と表記）にて最終ボスの形で登場し、封印の儀を執り行おうとする楓たちの前に立ちはだかることになる。
プレイヤーに敗れたあとは、慨世として正気を取り戻し、地獄門を封印するために封印の儀を執り行う（ただし、刹那に敗れた時だけは存在を消されてしまい、封印の儀は執り行われない。すなわち、地獄門は封印されず、世界が滅びてしまうことの暗示である）。雪や翁のようなゆかりのある人物たちとは会話を交わす場面がある。3人の子供たちの成長を見ずして死んだことが心残りであったことも語っており、黄龍となってからも子供たちのことを気にかけていたようである。
四神の珠をはめ込んだ独特の刀を持つ。

## ゲーム上の特徴
『一幕』ではイベントに登場するのみ、アーケード版『二幕』ではCPU専用キャラクターであり、通常プレイによる操作キャラクターとして使用することはできない。CPU戦にて、隠しキャラクターの1人である「はぐれ人形」を選んで最後まで到達すれば使用可能になる。
立ち弱斬りが目押しで連続技になったり、レバー後ろ方向+A（連殺斬の始動技）からの連殺斬を強斬りまで決めてから再びレバー後ろ方向+Aにつなげることができるなど、通常技はいずれも攻撃前後の隙が小さい。また、基本攻撃力も高いので、一度の連続技でも多大なダメージを与えることができる。
対戦中に剣質を変えることが可能な「変技ノカマヘ」という奥義を持つ。連続で突進する技「天津罪清メル大祓」は、全てヒットした場合、体力ゲージの一本分を軽く減らす。飛び道具の「空ヲ貫ク丹塗ノ矢」は、攻撃の際に溜めておくことが可能で、連続して出すだけで相手は接近が困難になる。潜在奥義は相手の体力が満タンからでも瀕死状態に追い込むほどの驚異的な破壊力を見せる（移植版では威力が低下した）など、持ち技の全てが強力無比であり、最終ボスに相応しい圧倒的な強さを誇る。
ネオジオ版、ネオジオCD版、ドリームキャスト版でのみ、隠しコマンドを入力することで使用可能。全てのモードで使用可能だが、ストーリーモードでは中間デモもエンディングも用意されていない。
なお、隠しコマンドの由来は、「常世（とこよ）」から。

## 技の解説

### 特殊技
踏みつけ
相手方向+下方向のC（蹴り）で発生する。見た目は通常の蹴りと同じだが、発生後の硬直が高い代わりに威力が高い。相手をダウンさせる能力はないため、強攻撃からこの技につないで弱の「天津罪清メル大祓」、「青龍・天地共鳴ス怒号ノ雷鳴」につなげることが多い。

### 奥義（必殺技）
空ヲ貫ク丹塗ノ矢（そらをつらぬくにぬりのや）
刀を弓矢の要領で引いて水平方向へ矢を飛ばす。弱は隙が小さく、強斬りから連続でつながる。強は一瞬の間をおいてから矢を飛ばし、弱よりも隙が大きい。ジャンプで飛び越されにくく、連発するだけでも相手は接近が困難になるほど、離れた相手に対する強力な牽制手段となる。射出のタイミングを、ボタンのタメ押しで調節可能。
天津罪清メル大祓（あまつつみきよめるおおはらい）
前方へ滑るように突進しつつ斬り払う。4回連続入力する技で、2段目、3段目の斬撃で相手を浮かせ、最後に空中で振り下ろしによるとどめの一撃を叩き込む。弱は発生が速く、弱斬りからでも連続でつながる。強は弱よりも発生が遅い代わりに画面の端から端まで突き進むほどの強い突進力を持ち、強斬りをキャンセルして出せば連続技になる。威力は弱より少し強い。
4段目以外の攻撃が昇華に対応している。1段目からは「白虎・裂ス猛虎ノ狂爪」か青龍・天地共鳴ス怒号ノ雷鳴」に、2段目か3段目からは「朱雀・高尚タル灼熱ノ火炎」に繋げることが可能。『極』限定で1段目からの昇華で「白虎・空ヲ裂ス猛虎ノ狂爪」に繋げることも可能である。
別天懇親ノ一刀（ことあまつこんしんのいっとう）
体を後ろに寄せて振りかぶり、刀を上から勢い良く振り下ろす。攻撃判定はかなり大きく、立ちガードでのみ防ぐことが可能で、ダウン回避も不可。CPU黄龍に対してしゃがんでいると、高い確率でこの技を使う。
変技ノカマヘ（へんぎのかまえ）
刀を構えて剣質を変更する。『力』であれば『技』に、『技』であれば『力』に変更する。剣質が『極』だと、入力しても変化せずに『極』のまま。動作中は無敵状態であり、別の必殺技でキャンセルが可能。

### 超奥義（超必殺技）
超奥義は全部で4つあり、四神の名を冠した技をそれぞれ持つ。決まると背景が真っ暗となり、四神それぞれの名前が光りながら表示される。
朱雀・高尚タル灼熱ノ火炎（すざく・こうしょうたるしゃくねつのかえん）
黄龍の超奥義の1つで、空中からのみ出すことができる。空中で片腕を振るい、当たった相手を燃やす。食らった相手は燃焼吹き飛びダウンする。しゃがみガード不可能。
白虎・空ヲ裂ス猛虎ノ狂爪（びゃっこ・くうをれっすもうこのきょうそう）
黄龍の超奥義の1つで、目の前に片手を突き出し、これに触れた者を高く浮かせて地面に叩き落してから再び空中に浮き上がらせると、見えない攻撃が相手を連続で斬り刻む。投げ判定の技であり、さらに発動中は硬体術状態となっているため、相手の技の連携の合間に出して強引に割り込むという手段を取ることも可能。「天津罪清メル大祓」の1段目を昇華して出せばつながるほか、強斬りからキャンセルでつながるが、離れすぎていると連続技にならない。
玄武・憂キ世ノ穢レ浄化ス水柱（げんぶ・うきよのけがれじょうかすみずばしら）
黄龍の超奥義の1つで、前方へ刀を振り下ろし、食らった相手を巨大な竜巻が包み込んで吹き飛ばす。剣の当たり方によってヒット数が変化する。発生は遅いが、レバー前方向+C（相手を画面端へ蹴り飛ばす攻撃）をキャンセルして出す他、レバー前方向+Cから「天津罪清メル大祓」の1段目から昇華で繋いだり、『極』では打ち上げ斬りのあとに「天津罪清メル大祓」の1段目から昇華で繋ぐことが可能となっている。なお、剣に食らい判定があり、相手の技とぶつかると相打ちになる場合がある。
青龍・天地共鳴ス怒号ノ雷鳴（せいりゅう・てんちきょうめいすどごうのらいめい）
黄龍の超奥義の1つで、剣を構えて1回転しつつ、飛び上がりながら剣を振り回す。相手が食らうと雷が発生して相手の体に連続で落雷しながら前方へ進んでいく。剣には食らい判定が無い。発生が速く、弱攻撃をキャンセルしても連続でつながる。

### 潜在奥義
四神ノ力集イテ是ナル驕レシ者黄泉国ヘト誘ワン（ししんのちからつどいてこれなるおごれしものよもつくにへといざなわん）
一瞬だけ構えて相手に突進、食らった相手の体を持ち上げると、上空の地獄門から巨大な槍が振ってくる。槍は打ち上げた相手の体に突き刺さり、その突き刺さった状態のまま地面に叩き落とす。技の最中に発する台詞は、この技名をそのまま言っている。技の演出に掛かる時間は『月華』の登場キャラクターの中で最長であり、威力の高さも激甚である。発生は速く、強斬りをキャンセルして出しても連続でつながる。
最後の槍が刺さった時に、なぜか黄龍の剣質ゲージが少し増える。

### 乱舞奥義
終焉ノ舞（しゅうえんのまい）
黄龍の乱舞奥義。類型は天野漂や刹那と同じくパワータイプである。下段ルートは他のルートに比べて威力が著しく低い。